# Bulgarie aux Jeux olympiques d'hiver de 2010
Cet article contient des informations sur la participation et les résultats de la Bulgarie aux Jeux olympiques d'hiver de 2010 à Vancouver au Canada. Elle était représentée par 19 athlètes.

## Cérémonies d'ouverture et de clôture

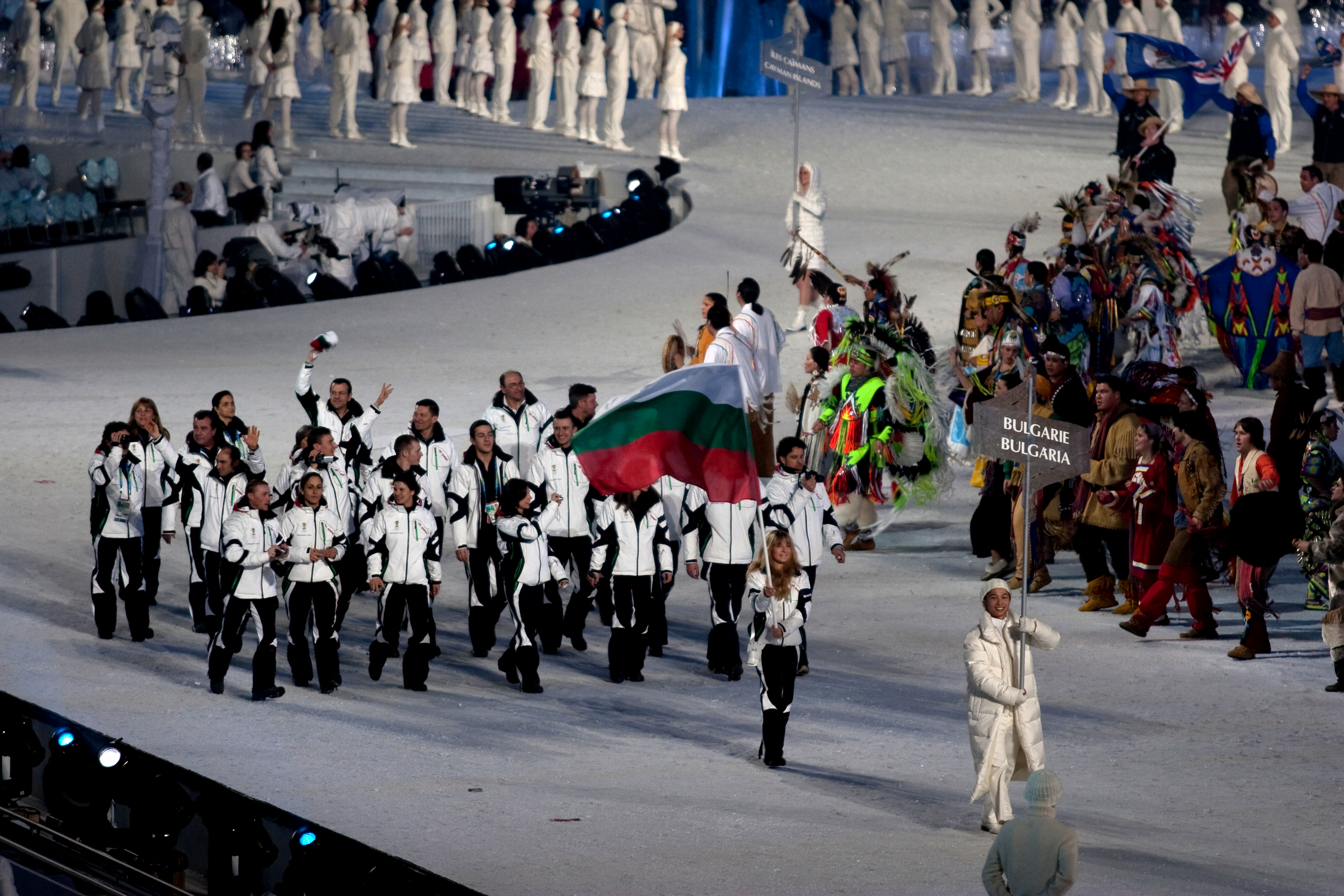
Entrée de la délégation bulgare lors de la cérémonie d'ouverture.

Comme cela est de coutume, la Grèce, berceau des Jeux olympiques, ouvre le défilé des nations, tandis que le Canada, en tant que pays organisateur, ferme la marche. Les autres pays défilent par ordre alphabétique. La Bulgarie est la quinzième des 82 délégations à entrer dans le BC Place Stadium de Vancouver au cours du défilé des nations durant la cérémonie d'ouverture, après le Brésil et avant les Îles Caïmans. Cette cérémonie est dédiée au lugeur géorgien Nodar Kumaritashvili, mort la veille après une sortie de piste durant un entraînement. Le porte-drapeau du pays est la snowboardeuse Alexandra Jekova.
Lors de la cérémonie de clôture qui se déroule également au BC Place Stadium, les porte-drapeaux des différentes délégations entrent ensemble dans le stade olympique et forment un cercle autour du chaudron abritant la flamme olympique. Le drapeau bulgare est alors porté par Evgenia Radanova, spécialiste du short-track.

## Épreuves

### Biathlon
| Nom                     | Épreuve |
| ----------------------- | ------- |
| Krasimir Anev           |         |
| Martin Bogdanov         |         |
| Vladimir Iliev          |         |
| Miroslav Kenanov        |         |
| Mihail Kletcherov       |         |
| Nina Kadeva - Klenovska |         |

### Luge
| Nom             | Épreuve |
| --------------- | ------- |
| Peter Iliev     |         |
| Ivan Papukchiev |         |

### Ski alpin
| Nom             | Épreuve |
| --------------- | ------- |
| Kilian Albrecht |         |
| Stefan Georgiev |         |
| Maria Kirkova   |         |

### Ski de fond
| Nom                         | Épreuve |
| --------------------------- | ------- |
| Antonia Grigorova - Burgova |         |
| Teodora Malcheva            |         |
| Veselin Tsinzov             |         |

### Short-track
| Nom                         | Épreuve |
| --------------------------- | ------- |
| Marina Georgieva - Nikolova |         |
| Asen Pandov                 |         |
| Evgenia Radanova            |         |

### Snowboard
| Nom              | Épreuve |
| ---------------- | ------- |
| Alexandra Jekova |         |
| Ivan Ranchev     |         |

## Diffusion des Jeux en Bulgarie
Les Bulgares peuvent suivre les épreuves olympiques en regardant la chaîne BNT 1, du groupe de Télévision nationale bulgare (BNT), ainsi que sur le câble et le satellite sur Eurosport. Eurosport, la BNT et Eurovision permettent d'assurer la couverture médiatique bulgare sur Internet.